# Estelí (volcan)
Pour l’article homonyme, voir Estelí.
L'Estelí est un ensemble de fissures volcaniques du Nicaragua.